# 北京专约
《北京专约》，又名《中日北京专条》、《台湾事件专约》或《台事北京专约》，是1874年10月日本与中国清政府签订的有关台湾事件的条约。条约规定：清朝承认“台湾‘原住民’曾对日本国属民等‘妄为加害’，日军出兵是“保民义举”；中國給予難民撫卹銀十万兩，銀四十萬兩購買日軍修築之房舍道路（而非賠償兵費）；日军撤出台湾。北京专约乃為1874年5月份牡丹社事件處理所訂。签署人为奕䜣与大久保利通。
後來日本政府聲稱，清政府在北京專約中，已經承認琉球是日本屬土，琉球人是日本屬民。清政府則指，琉球乃中國屬國，北京專約所指之「民」，只是1873年漂流到台灣被原住民出草的小田縣（即今岡山縣）民，不包括1871年被出草的琉球宮古島漂民。

## 內容
中日兩國在1874年10月31日簽訂，共有三條：

1. 日本國此次所辦，原為保民義舉起見，中國不指以為不是。
2. 前次所有遇害難民之家，中國定給撫卹銀兩，日本所有在該處修道、建房等件，中國願留自用，先行議定籌補銀兩，另有議辦之據。
3. 所有此事兩國一切來往公文，彼此撤回註銷，永為罷論。至於該處生番，中國自宜設法妥為約束，不能再受兇害。

## 起因
1871年，琉球漁民因漁船失事漂流到台灣南部琅嶠（今恆春鎮）地方，其中50餘人被當地牡丹社居民殺死，其餘12人被送到福建，由福建官方送回琉球。
1872年，日本封琉球國王為琉球藩王，視琉球為內藩和本國領土。
1874年初，日本設立「台灣蕃地事務局」，以琉球船到台灣避風被原住民劫殺卻得不到清政府的賠償和負責，因此替遇害平民復仇為由，出兵3,000人「征討」生番。日軍在琅嶠登陸，對當地居民進行燒殺劫掠。清政府派福建船政大臣沈葆楨率海陸軍到台灣抵禦日本侵略。
由於美國、英國偏向日本，勸誘中國妥協，也由於日本實力還不夠，日軍在台瘟疫流行，清政府與日本訂立《北京專約》，規定日軍撤出台灣，中國賠償兵費50萬兩息事。